# Stefan Ishizaki
Stefan Ishizaki, né le 15 mai 1982 à Stockholm en Suède est un footballeur international suédois d'origine japonaise jouant au poste de milieu offensif.

## Biographie

### En club
Stefan Ishizaki met un terme à sa carrière professionnelle à l'issue de la saison 2019.

### Sélection
Stefan Ishizaki compte actuellement douze sélections en équipe de Suède depuis 2001 dont sept comme titulaire. Ce sont exclusivement des matchs amicaux.
En 2003, il refuse définitivement de rejoindre la sélection du Japon.

## Palmarès
Vålerenga
- Champion de Norvège en 2005

 IF Elfsborg
- Champion de Suède en 2006, 2012
- Vainqueur de la Supercoupe de Suède en 2007

 Galaxy de Los Angeles
- Vainqueur de la Coupe MLS en 2014